# Кропивницький район (1923—2020)
Кропивни́цький район (у минулому — Єлисаветградський, Зинов'євський, Кіровський, Кіровоградський) — адміністративно-територіальна одиниця Кіровоградської області. Адміністративний центр — місто Кропивницький, хоча сам Кропивницький як місто обласного значення до району не входить. Утворено район у 1923 році. Населення становить 36 573 особу (на 1 січня 2019 року).

## Географія

### Розташування
Кропивницький район розташований у центральній частині Кіровоградської області і є приміським районом обласного центру м. Кропивницького. Межує на північному сході — із Знам'янським, на півночі — з Олександрівським, на північному заході — із Новомиргородським, на південному заході — із Новоукраїнським, на півдні — Компаніївським, на сході — Новгородківським районами Кіровоградської області.

### Корисні копалини
Розташування району в центрі Українського кристалічного масиву сприяло утворенню великих родовищ вторинного каоліну, урану, граніту, золотої руди та інших рідкісних металів.
Вторинний каолін видобувається з 1930 року і його постачання здійснюються в Росію, Молдову, Румунію. Гранітні блоки та пиляні плити Крупського родовища користуються великим попитом не тільки на території України, а й в багатьох країнах за кордоном.

### Клімат
Помірно теплий клімат, лісові масиви, луки, річки створюють сприятливі можливості для організації коротко- і довгострокового відпочинку, а також мережі курортно-лікувальних закладів.

## Історія
Утворено район у 1923 році.
05.02.1965 Указом Президії Верховної Ради Української РСР передано Володимирівську сільраду Новомиргородського району і Миколаївську та Овсяниківську Маловисківського району до складу Кіровоградського району.
20 листопада 2018 року Верховна Рада України прийняла постанову про перейменування Кіровоградського району Кіровоградської області на Кропивницький район.

## Адміністративний устрій
Район адміністративно-територіально поділяється на 30 сільських рад, які об'єднують 75 населених пункти та підпорядковані Кропивницькій районній раді. Адміністративний центр — місто Кропивницький, хоча сам Кропивницький як місто обласного значення до району не входить.

### Керівництво
Голови РДА
- Медведь Володимир Володимирович
- Маліцький Андрій Васильович

Голови
- Фомуляєв Микола Олександрович
- Євміна Олександр Іванович.

## Транспорт
Районом проходить низка важливих транспортних коридорів, серед них автошляхи E50 та E584.

## Населення
Розподіл населення за віком та статтю (2001)
| Стать | Всього | До 15 років | 15-24 | 25-44 | 45-64 | 65-85 | Понад 85 |
| --- | ------ | ----------- | ----- | ----- | ----- | ----- | -------- |
| Чоловіки | 17 466 | 3397        | 2456  | 4986  | 4773  | 1769  | 85       |
| Жінки | 20 133 | 3202        | 2338  | 4808  | 5579  | 3816  | 390      |
| \| Статево-вікова піраміда \| Статево-вікова піраміда \| Статево-вікова піраміда \| \| ----------------------- \| ----------------------- \| ----------------------- \| \| Чоловіки \| Вік \| Жінки \| \| 85 \| 85 + \| 390 \| \| 129 \| 80-84 \| 515 \| \| 392 \| 75-79 \| 1129 \| \| 556 \| 70-74 \| 1203 \| \| 692 \| 65-69 \| 969 \| \| 1384 \| 60-64 \| 1787 \| \| 948 \| 55-59 \| 1152 \| \| 1227 \| 50-54 \| 1314 \| \| 1214 \| 45-49 \| 1326 \| \| 1285 \| 40-44 \| 1245 \| \| 1262 \| 35-39 \| 1213 \| \| 1213 \| 30-34 \| 1140 \| \| 1226 \| 25-29 \| 1210 \| \| 1171 \| 20-24 \| 1125 \| \| 1285 \| 15-20 \| 1213 \| \| 1411 \| 10-14 \| 1359 \| \| 1163 \| 5-9 \| 1071 \| \| 823 \| 0-4 \| 772 \| |        |             |       |       |       |       |          |
| Статево-вікова піраміда |        |             |       |       |       |       |          |
| Чоловіки | Вік    | Жінки       |       |       |       |       |          |
| 85 | 85 +   | 390         |       |       |       |       |          |
| 129 | 80-84  | 515         |       |       |       |       |          |
| 392 | 75-79  | 1129        |       |       |       |       |          |
| 556 | 70-74  | 1203        |       |       |       |       |          |
| 692 | 65-69  | 969         |       |       |       |       |          |
| 1384 | 60-64  | 1787        |       |       |       |       |          |
| 948 | 55-59  | 1152        |       |       |       |       |          |
| 1227 | 50-54  | 1314        |       |       |       |       |          |
| 1214 | 45-49  | 1326        |       |       |       |       |          |
| 1285 | 40-44  | 1245        |       |       |       |       |          |
| 1262 | 35-39  | 1213        |       |       |       |       |          |
| 1213 | 30-34  | 1140        |       |       |       |       |          |
| 1226 | 25-29  | 1210        |       |       |       |       |          |
| 1171 | 20-24  | 1125        |       |       |       |       |          |
| 1285 | 15-20  | 1213        |       |       |       |       |          |
| 1411 | 10-14  | 1359        |       |       |       |       |          |
| 1163 | 5-9    | 1071        |       |       |       |       |          |
| 823 | 0-4    | 772         |       |       |       |       |          |

У районі мешкає 37,4 тисяч осіб, близько десяти національностей: українці, росіяни, молдовани та інші. Рідною мовою переважної більшості населення є українська.
Національний склад населення за даними перепису 2001 року:
| Національність | Кількість осіб | Відсоток |
| -------------- | -------------- | -------- |
| українці       | 32786          | 87,20 %  |
| росіяни        | 3539           | 9,41 %   |
| молдовани      | 709            | 1,89 %   |
| білоруси       | 191            | 0,51 %   |
| вірмени        | 75             | 0,20 %   |
| інші           | 300            | 0,80 %   |

Мовний склад населення за даними перепису 2001 року:
| Мова       | Кількість осіб | Відсоток |
| ---------- | -------------- | -------- |
| українська | 33033          | 87,85 %  |
| російська  | 3920           | 10,43 %  |
| молдовська | 402            | 1,07 %   |
| білоруська | 84             | 0,22 %   |
| вірменська | 56             | 0,15 %   |
| інші       | 105            | 0,28 %   |

## Політика
25 травня 2014 року відбулися Президентські вибори України. У межах Кропивницького району було створено 47 виборчих дільниць. Явка на виборах складала — 61,78 % (проголосували 17 969 із 29 087 виборців). Найбільшу кількість голосів отримав Петро Порошенко — 53,85 % (9 676 виборців); Юлія Тимошенко — 16,51 % (2 966 виборців), Олег Ляшко — 11,53 % (2 072 виборців), Анатолій Гриценко — 4,57 % (822 виборців), Сергій Тігіпко — 3,47 % (624 виборців). Решта кандидатів набрали меншу кількість голосів. Кількість недійсних або зіпсованих бюлетенів — 0,97 %.

## Пам'ятки
У Кропивницькому районі Кіровоградської області на обліку перебуває 79 пам'яток історії.
У Кропивницькому районі Кіровоградської області на обліку перебуває 7 пам'яток архітектури.